# Genlisea filiformis
Genlisea filiformis este o specie de plante carnivore din genul Genlisea, familia Lentibulariaceae, ordinul Lamiales, descrisă de A. St. Hil.. Conform Catalogue of Life specia Genlisea filiformis nu are subspecii cunoscute.